# ルート・フリット
- ルート・グーリット

ルート・フリット（Rudi Dil "Ruud" Gullit、1962年9月1日 - ）は、オランダ・アムステルダム出身の元サッカー選手、サッカー指導者。現役時代のポジションはフォワード、ミッドフィールダー、ディフェンダー。1987年のバロンドール受賞者。
日本のメディアに対してフリットではなくグーリットと呼んで欲しいと本人が強く希望したため、以降は「グーリット」と記すことも増えたが、表記はフリットの方が浸透している。ACミランでプレーし「オランダトリオ」と言われたオランダ人のひとりであった。息子のマキシムもサッカー選手である。

## クラブ経歴

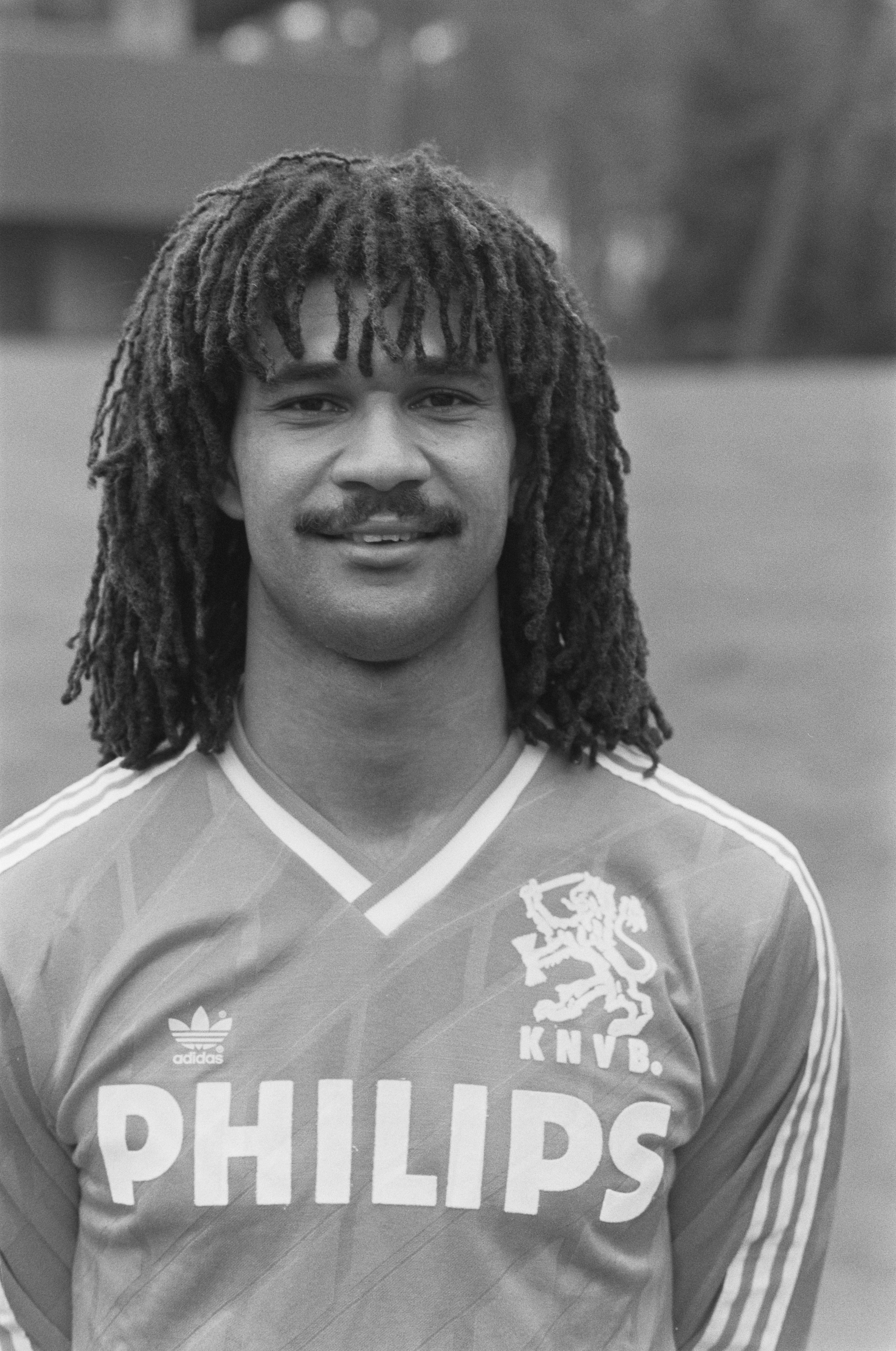
1988年のフリット

1979年、HFCハールレムでデビューを飾り、1981-82シーズンにはチームをリーグ第4位、UEFAカップ出場権へと導くなどの活躍から、1982年にフェイエノールトへ移籍、ヨハン・クライフとともにリーグ優勝に貢献する。1985-86シーズンからPSVアイントホーフェンでプレー、8期振りのリーグ制覇に貢献するなど、主にはリベロとしてのプレーながら、2シーズンで46ゴールを決める活躍を見せた。
ユベントスも獲得を試みていたが、1987年当時、ディエゴ・マラドーナに次ぐ推定約12億円の移籍金でイタリアセリエA・ACミランへ移籍した。同年8月23日のコッパ・イタリア、バーリ戦で初出場を果たすと、その試合でゴールを決めた。1987-88シーズンは、リーグ戦デビューの9月13日のピサ戦でセリエA初ゴール、ユベントス、ナポリ、インテル・ミラノといった、優勝を争うチームとの対戦でゴールを決めるなど、久しく優勝から遠ざかっていたミランにリーグ優勝をもたらした。移籍の初年にバロンドールを受賞した。マルコ・ファン・バステンやフランク・ライカールトとともに「オランダトリオ」としてACミランの黄金期を支え、数々のタイトルをもたらした。
1988-89シーズン、チャンピオンズカップ決勝ステアウア・ブカレスト戦では2ゴールを決め、優勝に大きく貢献したが、1989-90シーズンに膝を故障、1989年のトヨタカップを欠場するなど、治療とリハビリに1年間を費やした。以降1992年までに合計5回、膝の手術を強いられ、怪我を抱えながらプレーすることとなる。
スリナム系オランダ人によるオランダ代表（通称：カラフル・イレブン）は1989年6月、スリナムに遠征した際にスリナム航空764便墜落事故に遭遇し、選手18名中15名が死亡した。このカラフル・イレブンにフリットも選出されていたが、所属クラブの意向で辞退した為に命拾いしている。
1990年12月、トヨタカップのオリンピア戦ではクロスでライカールトの先制点をアシストし、3-0での優勝に貢献。1991-92シーズンにファビオ・カペッロが監督に就任するとそれまでのFWではなく、主に右サイドハーフとして起用された。このシーズンは怪我に悩まされ、第26節から31節まで欠場したが、リーグ無敗優勝に貢献した。
1992-93シーズン、10月4日のフィオレンティーナ戦でシーズン初出場を果たすと2ゴール2アシストの活躍、4月10日のミラノダービーではゴールを決めたが、怪我や、外国人枠の問題から、ベンチ外になることもあり、チャンピオンズカップ決勝のオリンピック・マルセイユ戦でもベンチ外となった。常時出場出来ないことへの不満から、シーズン中にはベルルスコーニ会長やフロントに対する不満を公の場でも口にした。契約延長の可能性もあったが、外国籍選手のターンオーバーでの起用を批判したことも要因でミランを去ることとなった。
1993-94シーズン、インテルやJリーグへの移籍も報じられたが、FCバイエルン・ミュンヘンのフランツ・ベッケンバウアーが自ら獲得に乗り出し、メディカルチェックも受けるなど、契約寸前であったが、夫人の強い反対で移籍を取りやめた。またトリノもフランチェスコリ、アギレラとのトリオでのタイトル獲得を目指し獲得を目指していたが、UCサンプドリアにフリーで移籍、エリクソン監督はFWの一角として起用した。8月29日の開幕戦ナポリ戦でゴールを決める好調なスタートを切り、古巣との初対戦ということで大きな注目を集めた10月31日のACミラン戦において、カタネッチの先制点をアシストしただけでなく、ボレーシュートで決勝ゴールを決め3-2で勝利した。リーグ戦では15ゴールを決め、ミランとの優勝争いの末、リーグ優勝は逃したがリーグでは3位、コッパ・イタリアでは準決勝のパルマ戦、2ndレグで決勝ゴールを決め、決勝のアンコーナ戦では直接FKから相手のオウンゴールを誘発、更にロンバルドの得点をアシストするなど優勝に貢献した。これらのチームの躍進に貢献し、翌シーズンにミランに返り咲きを果たした。好調であったため、1994年2月頃には既にミランから複帰の打診を受けていた。
1994-95シーズン、復帰したミランでは、カペッロからFWとして起用された。この複帰について長く在籍していたことからもミランからレンタルに出されて、複帰する様な気持ちであったと
話していた。スーペルコッパ・イタリアーナでは古巣サンプドリア戦では同点ゴールを決め、優勝に貢献した。開幕戦のジェノア戦でシモーネの決勝ゴールをアシスト、9月11日、第2節のカリアリ戦でゴール、9月18日、第3節のラツィオ戦では2ゴールを挙げたが、前線で孤立することが多く、以降ノーゴールが続くなど、この複帰は成功せず、シーズン途中にメッリとのトレードでサンプドリアに再び移籍、22試合に出場し9ゴールを決めたが、前年程の活躍は出来なかった。
1995-96シーズン、チェルシーへ移籍、ここでは当初リベロとしてプレーしたが、しばらくするとMFとしてプレーした。9月16日、リーグ第6節のサウサンプトン戦で移籍後初ゴールを決め、FAカップ準決勝のマンチェスター・ユナイテッド戦ではゴールを決めたが、1-2と敗れタイトルを逃した。シーズン中にはチーム率いていたグレン・ホドル監督がイングランド代表監督に就任すると、その後任として現役のままプレーイングマネージャーに就任、このシーズンは初めてフルシーズンDFとしてプレーしたにも関わらず、PFA年間ベストイレブンに選出された。1996-97シーズン、10月26日、第11節のトッテナム戦でのゴールが、現役最後のゴールとなった。
1997-98シーズン、リーグ戦6試合カップ戦1試合の出場、最後のリーグ戦出場は1998年1月17日エヴァートン戦で16分間プレー、1月28日リーグカップ準決勝アーセナル戦のファースト・レグに出場したのが選手として最後の出場となった。

## 代表経歴
オランダ代表では、1981年9月1日のスイス戦で代表デビューを飾る。1982年9月22日のアイルランド戦で代表初ゴールを決めた。
1988年、ヨーロッパ選手権ではグループリーグのイングランド戦で2アシストで勝利に貢献、決勝のソビエト戦でゴールを決め、オランダの初のメジャータイトルをもたらした。
1990年、1990 FIFAワールドカップワールドカップには欧州王者として優勝候補の一角に挙げられていたが、チーム内は監督交代など内紛を抱え、膝の故障からようやく回復したばかりで大会への参加も危ぶまれたが、ベーンハッカー監督は存在感の大きさと影響力に期待してワールドカップ本大会メンバーに選出した。予選リーグのアイルランド戦で1ゴールを決めたものの満足なプレーをすることが出来ない中、少しずつ調子を取り戻していた決勝トーナメント1回戦で、この大会を制する西ドイツと対戦。守備の要であったライカールトの退場などもあり、1-2で敗退した。
1992年、EURO1992において準決勝デンマーク戦では1点リードを許す中ライカールトのゴールをアシストしたが、2-2からPK戦の末(6-7)で敗れた。1993年4月28日、ワールドカップ予選、イングランド戦に出場した後は、代表からの引退を表明し、代表から遠のいた。
1994年、所属チームでの好調を受け、多くの代表復帰待望論があり、アメリカW杯を戦う代表メンバーとして召集され、大会直前の1994年5月27日、スコットランド戦で代表復帰を果たしたが 、アドフォカート監督が採用しようとしていたアヤックスと同じシステム下でのプレーを望まなかったこと、フリットにディフェンス面での貢献を求めるキャプテンのロナルド・クーマンとの意見の相違からチーム内で孤立したこともあり、スコットランド戦の翌日にワールドカップのメンバー入りと以降代表でのプレーを拒否(アドフォカートは代わりにジョン・ボスマンを大会メンバーに召集した。)、以降二度と代表でプレーすることは無かった。

## 指導者経歴
1995-96シーズンからプレーイングマネージャーとなったが、正式な監督1年目となった1996-97シーズンは、ジャンルカ・ヴィアリ、ジャンフランコ・ゾラ、ロベルト・ディ・マッテオなどのトップ選手を加入させ、リーグは6位ながらも27年ぶりにFAカップをチームにもたらした。また、外国人としては史上初のFAカップ優勝監督ともなった。翌1997-98シーズン、チームは好調であったが監督を解任された。
1998-99シーズン開幕直後にニューカッスル・ユナイテッドの監督に就任するが、13位に低迷し、1年で辞任する。
しばらく解説者をした後、2004-05シーズン、フェイエノールトの監督に就任。当時所属していたディルク・カイト、小野伸二らを指導したが、リーグ4位に低迷し、シーズン終了後に辞任した。
2007年11月8日、メジャーリーグサッカーのロサンゼルス・ギャラクシーの監督に就任した。しかし、9ヵ月後の2008年8月に個人的理由により辞任した。
2011年1月、ロシア・プレミアリーグのテレク・グロズヌイの監督に契約期間1年半で就任した。しかし、リーグ戦13試合で3勝しかできず、6月に解任された。
2016年8月、ディック・アドフォカートがオランダ代表の第2アシスタントを突然、退任すると急遽、フリットが後任候補に挙がった。ところがKNVBとの交渉中に契約書に「選手内に変動があった場合に再交渉できる権利」と「良いオファーを受けたら退任できる権利」を盛り込むよう要求したのに、KNVBの ハンス・ファン・ブロイケレン（テクニカル・ディレクター）がアドフォカートの突然の退任の二の舞を避けたがり受け入れなかった上に、さらにFIFAからアプローチを受けた第1アシスタントのマルコ・ファン・バステンがすでに退任を決意していたが、その情報をファン・ブロイケレンは明かさなかった。フリットは直接、ファン・バステン本人からその件を聞いて激怒し、交渉は決裂した。

## 選手としての特徴
抜群の身体能力とボール扱いに長けたテクニックを持ち、ストライカーから、右サイドや中央の攻撃的ミッドフィルダー、守備的ミッドフィルダー、そしてディフェンダーまであらゆるポジションを高いレベルでプレーした。

## エピソード
交流
南アフリカの黒人指導者、ネルソン・マンデラと親交があり、1987年のバロンドール受賞時にはトロフィーをマンデラに贈った。フランク・ライカールトとは、少年期にストリートサッカーで競い合った頃からの知り合いであった。
その他
ユース時代の初期は身長の高さ、筋力の発達、俊敏性の高さ故にGKでのプレーを打診されたというエピソードを持つ。
ACミラン在籍時、イタリア紙のインタビューでサッカーにおいて最も優れている能力について質問をうけ、跳躍力と答えた。
サッカーシューズはイタリアのスポーツメーカーロット社製を使用した。1990年には日本航空の国際線CMに出演した。

## 代表歴
- オランダ代表 1981年-1994年　66試合17得点
  - FIFAワールドカップ出場　1回 (1990年イタリア大会ベスト16)
  - UEFA欧州選手権出場　2回 (1988年西ドイツ大会優勝、1992年スウェーデン大会ベスト4)

## タイトル

### 選手時代
HFCハールレム
- エールステ・ディヴィジ：1回（1980-81）

フェイエノールト
- エールディヴィジ：1回（1983-84）
- KNVBカップ：1回（1983-84）

PSVアイントホーフェン
- エールディヴィジ：2回（1985-86、1986-87）

ACミラン
- セリエA：3回（1987-88、1991-92、1992-93）
- スーペルコッパ・イタリアーナ：2回（1992、1994）
- UEFAチャンピオンズカップ：2回（1988-89、1989-90）
- UEFAスーパーカップ：1回（1990）
- インターコンチネンタルカップ：1回（1990）

UCサンプドリア
- コッパ・イタリア：1回（1993-94）

オランダ代表
- UEFA欧州選手権：1回（1988）

個人
- オランダ年間最優秀選手賞：2回（1984、1986）
- オランダゴールデンシューズ賞：1回（1986）
- オランダ スポーツマンオブザイヤー：1回（1987）
- バロンドール：1回 (1987)
- ワールドサッカー誌選定年間最優秀選手賞：2回 (1987、1989)
- ユニセフヨーロッパシーズン最優秀選手：1回（1987-88）
- オンズ・デ・オンズ：3回 (1987、1988、1989)
- オンズダルジャン：2回 (1988、1989)
- UEFA欧州選手権ベストイレブン：2回 (1988、1992)
- FIFAベストイレブン：1回（1991）
- PFA年間ベストイレブン：1回（1996）
- チェルシーFC年間最優秀選手：1回（1996）
- FIFA 100（2004）
- ゴールデンフット賞All Time Legend（2011）
- ACミラン殿堂（2014）
- イタリアサッカー殿堂（2017）
- 20世紀世界最優秀選手 18位 (国際サッカー歴史統計連盟 1999)
- 20世紀の偉大なサッカー選手100人　29位 (ワールドサッカー誌選出 1999)

### 監督時代
チェルシーFC
- FAカップ：1回（1996-97）